# دونالد رامسفيلد
دونالد هنري رامسفيلد (بالإنجليزية: Donald Rumsfeld)‏ (9 يوليو 1932 - 29 يونيو 2021)، المعروف أيضا باسم دون هو سياسي ورجل أعمال أمريكي متقاعد. شغل رامسفيلد منصب وزير الدفاع الثالث عشر في الفترة من 1975 إلى 1977 في عهد الرئيس جيرالد فورد، ثم أصبح وزير الدفاع الحادي والعشرين في الفترة من 2001 إلى 2006 في عهد الرئيس جورج دبليو بوش. وهو أصغر (وكذلك ثاني أكبر) من يتولى هذا المنصب. وبالإضافة إلى ذلك، كان رامسفيلد عضوا في مجلس النواب الأمريكي لثلاث سنوات عن ولاية إلينوي (1963 - 1969)، ومدير مكتب الفرص الاقتصادية (1969-1970)، ومستشار الرئيس (1969 - 1973)، والممثل الدائم للولايات المتحدة لدى الناتو (1973 - 1974)، ورئيس موظفي البيت الأبيض (1974-1975).
ولد رامسفيلد في ولاية إلينوي، ودخل جامعة برينستون وتخرج منها في عام 1954، وحصل على شهادة في العلوم السياسية. خدم بعدها في البحرية لثلاث سنوات، وترشح لمجلس النواب عن مقاطعة الكونغرس الثالثة عشرة في ولاية إلينوي، وفاز في الانتخابات في عام 1962 وهو في سن الثلاثين. كان النائب رامسفيلد هو الراعي الرئيسي لقانون حرية المعلومات. وافق رامسفيلد على مضض على تعيينه من قبل الرئيس ريتشارد نيكسون لرئاسة مكتب الفرص الاقتصادية في عام 1969؛ وعينه نيكسون مستشارا له في مركز يوازي مستوى مجلس الوزراء، كما تولى رئاسة برنامج تثبيت الاستقرار الاقتصادي قبل تعيينه سفيرا لدى الناتو. عاد رامسفيلد إلى واشنطن في أغسطس 1974، وعينه الرئيس فورد رئيس موظفي البيت الأبيض. تم تعيين رامسفيلد بعدها وزير الدفاع في عام 1975، واختار موظفا شابا ليخلفه في منصبه القديم، وهو ديك تشيني.
خسر فورد انتخابات عام 1976، وعاد رامسفيلد إلى أعماله الخاصة، وتم تعيينه في منصب الرئيس والمدير التنفيذي لشركة الأدوية جي دي سيرل وشركاه. وعين لاحقا في منصب الرئيس التنفيذي لشركة جنرال إنسترومنتس من 1990 إلى 1993، ورئيس شركة غيلياد ساينسز من 1997 إلى 2001.
تم تعيين رامسفيلد وزيرا للدفاع للمرة الثانية في يناير 2001 من قبل الرئيس جورج دبليو بوش. كان يهدف خلال فترة ولايته إلى تحديث وإعادة هيكلة الجيش الأمريكي للقرن الحادي والعشرين. لعب رامسفيلد دورا محوريا في التخطيط لرد الولايات المتحدة على هجمات 11 سبتمبر في الحربين اللاحقتين في افغانستان والعراق. أثار رامسفيلد الكثير من الجدل لاستخدامه أساليب الاستجواب المعزز فضلا عن فضيحة التعذيب وسوء معاملة السجناء في سجن أبو غريب. فقد رامسفيلد الدعم السياسي تدريجيا واستقال في أواخر عام 2006.
عرف رامسفيلد في الأوساط الإعلامية بصراحته. ونشر بعد تقاعده سيرة ذاتية بعنوان «المعروف وغير المعروف: مذكرات» وكذلك «قواعد رامسفيلد: دروس القيادة في الأعمال والسياسة والحرب والحياة». وشارك في برنامج زمالة مؤسسة رامسفيلد، التي لديها مستشارون في عشرات الجامعات في جميع أنحاء الولايات المتحدة، وتدعم عدة قضايا ذات صلة بالجيش.

## نشأته
ولد في مدينة إيفانستون في ولاية إلينوي، وأصول جده الأكبر تعود إلى ألمانيا التي هاجر منها إلى أمريكا في القرن التاسع عشر.

## سياسته
يعتبر رامسفيلد واحد من أهم الأعضاء في ما يسمى بالصقور أو المحافظون الجدد وهو من المؤمنين بالإمبراطورية الأمريكية وباستخدام القوة لتحقيق الغايات. وهو من أطلق على أوروبا لقب القارة العجوز. تتهمه جانيس كاربينسكي الضابط في سجن أبو غريب بأنها رأت بأمِ عينيها مذكرة موقعة من دونالد رامسفيلد حول استخدام وسائل الاستجواب القاسية ضد المعتقلين العراقيين في سجن أبو غريب، ومهمشة من قبلهِ والتأكيد على الألتزام بالتنفيذ، حيث أكدت الوثيقة على اجبار المعتقلين بالوقوف لوقت طويل، ومنعهم من النوم وعدم تقديم وجبات الطعام لهم بشكل منتظم، واسماعهم موسيقى بصوت صاخب جداً، لإشعارهم بالانزعاج وعدم الراحة.
كما أشتهر رامسفيلد بالتسبب في قتل آلاف البشر خلال حرب أفغانستان وحرب العراق كما أمر بوضع السجون السرية الأوربية والاعتقالات السرية، وتسبب باعتقال اعداد كبيرة من البشر واستخدام جميع اساليب التعذيب خلال الاستجواب ومن ناحية أخرى أسس أكبر معتقل بالعالم وهو معتقل خليج غوانتانامو الذي أمر باستخدام جميع أنواع أساليب التعذيب ومنها الاغتصاب وأستخدام الكلاب، والضرب، والصعق بالكهرباء، والقتل خلال استجواب المعتقلين داخل المعتقل، وحرمان جميع المعتقلين من محاكمة عادلة.[بحاجة لمصدر]
كما أشتهر رامسفلد بتأسيس سجن أبو غريب خلال غزو العراق، وأشتهر السجن باستخدام جميع أنواع أساليب التعذيب حتى يشمل التعذيب قتل المعتقلين العراقيين كما فضحت ذلك صحيفة نيويورك تايمز إذ قامت بتسريب عدد كبير من الصور داخل السجن واستخدام جميع أنواع التعذيب في حق المعتقلين وإلى حد هذا التاريخ لم يقدم رامسفيلد إلى المحكمة أو محاكمته على جرائمه.

## وزارة الدفاع (2001-2006)
عُين رامسفيلد وزيرًا للدفاع بعد تولي جورج دبليو بوش منصبه بفترة وجيزة رغم التنافس بين رامسفيلد والرئيس السابق بوش. كان فريدريك دبليو سميث مؤسس فيديكس خيار بوش الأول لتولي المنصب لكنه لم يكن متوفرًا وأوصى نائب الرئيس المنتخب ديك تشيني برامسفيد. عززت الفترة الثانية لرامسفيلد في وزارة الدفاع موقعه باعتباره الوزير الأقوى منذ فترة روبرت ماكنامارا وأحد أكثر الوزراء تأثيرًا في إدارة بوش. وأثبتت هذه الفترة أنه عنصر مهم وحاسم في قيادة الجيش الأمريكي في القرن الحادي والعشرين. بعد هجمات 11 سبتمبر، قاد رامسفيلد التخطيط العسكري وتنفيذ الغزو الأمريكي لأفغانستان وغزو العراق. وحاول جاهدُا إرسال أصغر قوة ممكنة وبأسرع وقت إلى هذين الحربين، وهو مفهوم سمي عقيدة رامسفيلد.
خلال وقته في وزارة الدفاع، كان رامسفيلد لافتًا في صراحته ودهائه عند ظهوره في المؤتمرات الصحفية الأسبوعية أو التحدث إلى الصحافة. وصفته يو إس نيوز وورلد ريبورت أنه «متحدث صريح من الوسط الغربي»، «يجعل الهيئات الصحفية تغرق في الضحك روتينيًا». تعرضت قيادته في الوقت نفسه للكثير من الانتقاد من خلال كتب تصف الصراع في العراق، منها كتاب بوب ودورد حالة إنكار، وكتاب توماس إي ريكس إخفاق وكتاب سيمور هيرش سلسلة أوامر.

### هجمات 11 سبتمبر 2001
في 11 سبتمبر 2011 اختطف إرهابيون من القاعدة طائرات تجارية وضربوا بها بشكل متزامن برجي مبنى التجارة العالمي في مانهاتن السفلى في نيويورك ومبنى البنتاغون في العاصمة واشنطن، وتحطمت الطائرة الرابعة في حقل في شانكسفيل بنسلفانيا، كان هدفها على الأرجح مبنى بارزًا في العاصمة واشنطن كمبنى الكابيتول أو البيت الأبيض. خلال ثلاث ساعات من بدء اختطاف أول طائرة وبعد ساعتين من ضرب برجي مبنى التجارة العالمي، رفع رامسفيلد حالة الجاهزية الدفاعية في الولايات المتحدة إلى الدرجة ديفكون 3، وهي الأعلى منذ الحرب العربية الإسرائيلية في 1973.
تحدث رامسفيلد إلى العامة في مؤتمر صحفي عُقد في البنتاغون، بعد ثماني ساعات من الهجمات قائلًا «إنه مؤشر على أن الحكومة الأمريكية تعمل في مواجهة هذا الفعل الفظيع ضد بلادنا. عليّ أن أشير إلى أن هذا المؤتمر يُعقد في البنتاغون. البنتاغون يؤدي وظائفه. وسيرجع إلى العمل منذ الغد».

### القرارات العسكرية بعد 11/9
في ظهيرة يوم 11 سبتمبر، أصدر رامسفيلد أوامره لمساعديه للبحث عن أدلة محتملة تشير إلى تورط العراق في الأحداث، وفقًا لمذكرات المسؤول الكبير ستيفن كامبون. إذ قال رامسفيلد «احصلوا على المعلومات الأفضل بسرعة. انظروا فيما إذا كانت كافية لضرب ص.ح.» مشيرًا إلى صدام حسين، «في نفس الوقت، لا تتوقفوا عند أسامة بن لادن»، ووفقًا لمذكرات كامبون أيضًا، قال رامسفيلد «علينا التحرك بسرعة، الأهداف القريبة تتطلب التحرك الواسع والكسح. الأشياء ذات الصلة وغيرها».
في الاجتماع الطارئ الأول لمجلس الأمن القومي في يوم الهجمات، سأل رامسفيلد «لم لا نتوجه ضد العراق، لا القاعدة وحسب؟» وأضاف نائبه بول وولفويتس أن العراق «نظام قمعي هش يمكن أن يدمر بسهولة، يمكن فعل ذلك»، ووفقًا لجون كامبفنر، «منذ تلك اللحظة، استغل هو وولفويتس كل فرصة ممكنة للضغط في تلك القضية». رُفضت الفكرة في البداية من قبل وزير الخارجية كولن بأول، ولكن وفقًا لكامبفنر، «كان رامسفيلد وولفويتس مصرين على فتح جبهة ثانية، ضد صدام. واستُبعد باول». خلق رامسفيلد وولفويتز في هذه الاجتماعات سياسة ستسمى لاحقًا عقيدة بوش، تركز على تنفيذ «ضربة استباقية» والحرب على العراق، وهو ما دعا إليه مشروع القرن الأمريكي الجديد في رسائله السابقة.
كشف منسق البيت الأبيض للتصدي للإرهاب في ذلك الوقت ريتشارد إيه كلارك، عن تفاصيل اجتماع آخر لمجلس الأمن القومي في اليوم التالي للهجمات، نظر فيها المسؤولون في استجابة الولايات المتحدة. كانوا متأكدين من وقتها من أن القاعدة هي المسؤولة دون أي إشارة إلى تورط العراق وكان رامسفيلد يقول «علينا أن نقصف العراق»، وفقًا لكلارك. قلنا جميعًا لا، القاعدة في أفغانستان».
كتب رامسفيلد في كتابه المعروف والمجهول «كُتب الكثير عن تركيز إدارة بوش على العراق بعد 11/9. أشار المعلقون إلى أن التساؤل عن تورط صدام حسين بطريقة أو بأخرى أمر غريب أو وسواسي. لم أفهم هذا الجدل مطلقًا. لم أكن أعرف ما إذا كان العراق متورطًا أم لا، ولكن من غير المسؤول ألا تطرح أي إدارة نفس السؤال».
وجدت مذكرة كتبها رامسفيلد في 27 ديسمبر 2001 متعلقة بالحرب على العراق. يتساءل جزء من هذه المذكرة «كيف نبدأ»، ويدرج تبريريات مختلفة لحرب أمريكية على العراق.

### الحرب في أفغانستان
أدار رامسفيلد التخطيط للحرب في أفغانستان بعد هجمات 11 سبتمبر. في 21 سبتمبر 2001 صرح القائد العام للقيادة المركزية للولايات المتحدة تومي فرانكس أن الرئيس يخطط لتدمير القاعدة في أفغانستان والتخلص من حكومة طالبان. اقترح فرانكس على رامسفيلد في البداية أيضًا غزو أفغانستان باستخدام قوات تقليدية قوامها 60,000 جندي، تسبقها ستة أشهر من الاستعدادات. لكن رامسفيلد خشي أن يتعثر الغزو بالقوات التقليدية كما حدث للقوات السوفييتية والبريطانية. رفض رامسفيلد خطة فرانكس قائلًا «أريد رجالًا على الأرض فورًا». رجع رامسفيلد في اليوم التالي مجهزًا خطة تستخدم القوات الخاصة الأمريكية. ورغم الهجمات الجوية والصاروخية ضد القاعدة في أفغانستان، لم تكن لدى القيادة المركزية للولايات المتحدة أي خطط لعمليات ميدانية هناك. خرجت خطة 21 سبتمبر 2001 إلى النور بعد حوار طويل، ولكن الوزير رامسفيلد طلب خططًا تتجاوز أفغانستان. في 7 أكتوبر 2001، بعد ساعات فقط من بدء عمليات غزو أفغانستان في 2011، خاطب رامسفيلد الأمة في مؤتمر صحفي من البنتاغون قائلًا «بينما تركز غاراتنا اليوم على طالبان والإرهابيين الأجانب في أفغانستان، يظل هدفنا أوسع. هدفنا أن نهزم هؤلاء الذين يستخدمون الإرهاب والذين يأوونه أو يدعمونه. يقف العالم متحدًا من أجل هذا الهدف». وقال رامسفيلد أيضًا «الطريقة الوحيدة للتعامل مع هذه التهديدات الإرهابية هي الذهاب إليها حيث وجدت. لا يمكنك صد كل هجمة إرهابية متخيلة أو غير متخيلة في كل زمان وفي كل مكان. والطريقة الوحيدة للتعامل معها خوض المعارك حيث تكون واجتثاثها ومحاصرتها بجعل هذه الدول وهذه المنظمات والمنظمات غير الحكومية والأفراد الذين يدعمون ويأوون ويسهلون عمل هذه الشبكات يتوقفون عن ذلك ويدركون أن ثمة عقوبة عند فعل ذلك». قال رامسفيلد في مؤتمر صحفي آخر في البنتاغون في 29 أكتوبر 2001 «مع تقدم الجهود في هذه الأسابيع الأولى، يمكن أن نكرر أن هدفنا ليس تقليل الأفعال الإرهابية أو احتوائها ببساطة، بل التعامل معها بشكل شامل. ولا ننوي التوقف قبل خلع هذه الشبكات الإرهابية وإيقاف عملها، لا طالبان أو القاعدة في أفغانستان وحسب، بل أي شبكة أخرى. وكما ذكرت، تجاوز امتداد القاعدة أكثر من 40 أو 50 دولة». أعلن رامسفيلد في نوفمبر 2001 أنه تلقى «تقارير من السلطة» تفيد أن الرجل الثالث في القاعدة محمد عاطف القاعد العسكري لبن لادن ومخطط هجمات 11 سبتمبر قُتل في ضربة جوية أمريكية. وقال رامسفيلد «كان مهمًا جدًا جدًا.. بالطبع كنا نحاول قتله». وفي مؤتمر صحفي في البنتاغون في 19 نوفمبر 2001 وصف رامسفيلد دور القوات البرية للولايات المتحدة في أفغانستان بأنها في الشمال «تندمج في تحالف شمالي» وتساعد في تقديم الغذاء والدواء وتتحقق من الهجمات الجوية وفي الجنوب يعمل الكوماندوس وغيره من القوات بشكل مستقل، في غارات على المعاقل، وحواجز طرقية، وتفتيش الآليات في محاولة لجمع معلومات أكبر عن القاعدة وطالبان. في 16 ديسمبر 2011، زار رامسفيلد القوات في أفغانستان في قاعدة بغرام الجوية.    

## وفاته
توفي يوم 29 يونيو 2021 عن عمر ناهز 88 عامًا.

## البرامج والأفلام الوثائقية
- (The Life and Times of Donald Rumsfeld) للمخرج إيرول مورس على PBS [24]

## وصلات خارجية
- دونالد رامسفيلد على موقع IMDb (الإنجليزية)
- دونالد رامسفيلد على موقع الموسوعة البريطانية (الإنجليزية)
- دونالد رامسفيلد على موقع مونزينجر (الألمانية)
- دونالد رامسفيلد على موقع ميوزك برينز (الإنجليزية)
- دونالد رامسفيلد على موقع إن إن دي بي (الإنجليزية)
- دونالد رامسفيلد على موقع قاعدة بيانات الفيلم (الإنجليزية)
- دونالد رامسفيلد على موقع كينوبويسك (الروسية)